# Temporada 1997 de Fórmula 1
La temporada 1997 de Fórmula 1 fue la 48.º edición del campeonato. Jacques Villeneuve y Williams-Renault ganaron el título de pilotos y el de constructores, respectivamente.

## Escuderías y pilotos
La siguiente tabla muestra los pilotos confirmados oficialmente por sus escuderías para el Mundial 1997 de Fórmula 1. Los mismos se encuentran ordenados, siguiendo el sistema implementado el año anterior, por el cual se asignaba el tándem numérico "1-2" para el campeón y su escudero, quedando los demás números repartidos por el ranking del último campeonato de constructores.
Debido a que el campeón 1996 Damon Hill, fichó en 1997 para Arrows Grand Prix International, pintó el "1" en su nuevo Arrows A18-Yamaha, mientras que la escudería campeona de 1996, Williams F1 Team se adjudicó el tándem numérico "3-4".
| Escudería                            | Chasis   | Chasis | Motor                                           | Neu. | N.º | Pilotos               | Rondas     |
| ------------------------------------ | -------- | ------ | ----------------------------------------------- | ---- | --- | --------------------- | ---------- |
| Danka Arrows Yamaha                  | Arrows   | A18    | Yamaha OX11A 3.0 V10                            | B    | 1   | Damon Hill            | Todas      |
| Danka Arrows Yamaha                  | Arrows   | A18    | Yamaha OX11A 3.0 V10                            | B    | 2   | Pedro Diniz           | Todas      |
| Rothmans Williams Renault            | Williams | FW19   | Renault RS9 3.0 V10 Renault RS9B 3.0 V10        | G    | 3   | Jacques Villeneuve    | Todas      |
| Rothmans Williams Renault            | Williams | FW19   | Renault RS9 3.0 V10 Renault RS9B 3.0 V10        | G    | 4   | Heinz-Harald Frentzen | Todas      |
| Scuderia Ferrari Marlboro            | Ferrari  | F310B  | Ferrari 046/2 3.0 V10                           | G    | 5   | Michael Schumacher    | Todas      |
| Scuderia Ferrari Marlboro            | Ferrari  | F310B  | Ferrari 046/2 3.0 V10                           | G    | 6   | Eddie Irvine          | Todas      |
| Mild Seven Benetton Renault          | Benetton | B197   | Renault RS9 3.0 V10 Renault RS9B 3.0 V10        | G    | 7   | Jean Alesi            | Todas      |
| Mild Seven Benetton Renault          | Benetton | B197   | Renault RS9 3.0 V10 Renault RS9B 3.0 V10        | G    | 8   | Gerhard Berger        | 1-6, 10-17 |
| Mild Seven Benetton Renault          | Benetton | B197   | Renault RS9 3.0 V10 Renault RS9B 3.0 V10        | G    | 8   | Alexander Wurz        | 7-9        |
| West McLaren Mercedes                | McLaren  | MP4/12 | Mercedes FO110E 3.0 V10 Mercedes FO110F 3.0 V10 | G    | 9   | Mika Häkkinen         | Todas      |
| West McLaren Mercedes                | McLaren  | MP4/12 | Mercedes FO110E 3.0 V10 Mercedes FO110F 3.0 V10 | G    | 10  | David Coulthard       | Todas      |
| Benson & Hedges Total Jordan Peugeot | Jordan   | 197    | Peugeot A14 3.0 V10                             | G    | 11  | Ralf Schumacher       | Todas      |
| Benson & Hedges Total Jordan Peugeot | Jordan   | 197    | Peugeot A14 3.0 V10                             | G    | 12  | Giancarlo Fisichella  | Todas      |
| Prost Gauloises Blondes              | Prost    | JS45   | Mugen-Honda MF-301HB 3.0 V10                    | B    | 14  | Olivier Panis         | 1-7, 15-17 |
| Prost Gauloises Blondes              | Prost    | JS45   | Mugen-Honda MF-301HB 3.0 V10                    | B    | 14  | Jarno Trulli          | 8-14       |
| Prost Gauloises Blondes              | Prost    | JS45   | Mugen-Honda MF-301HB 3.0 V10                    | B    | 15  | Shinji Nakano         | Todas      |
| Red Bull Sauber Petronas             | Sauber   | C16    | Petronas (Ferrari) SPE-01 3.0 V10               | G    | 16  | Johnny Herbert        | Todas      |
| Red Bull Sauber Petronas             | Sauber   | C16    | Petronas (Ferrari) SPE-01 3.0 V10               | G    | 17  | Nicola Larini         | 1-5        |
| Red Bull Sauber Petronas             | Sauber   | C16    | Petronas (Ferrari) SPE-01 3.0 V10               | G    | 17  | Gianni Morbidelli     | 6-7, 11-16 |
| Red Bull Sauber Petronas             | Sauber   | C16    | Petronas (Ferrari) SPE-01 3.0 V10               | G    | 17  | Norberto Fontana      | 8-10, 17   |
| PIAA Tyrrell                         | Tyrrell  | 025    | Ford ED4 3.0 V8 Ford ED5 3.0 V8                 | G    | 18  | Jos Verstappen        | Todas      |
| PIAA Tyrrell                         | Tyrrell  | 025    | Ford ED4 3.0 V8 Ford ED5 3.0 V8                 | G    | 19  | Mika Salo             | Todas      |
| Minardi Team SpA                     | Minardi  | M197   | Hart 830 AV7 3.0 V8                             | B    | 20  | Ukyō Katayama         | Todas      |
| Minardi Team SpA                     | Minardi  | M197   | Hart 830 AV7 3.0 V8                             | B    | 21  | Jarno Trulli          | 1-7        |
| Minardi Team SpA                     | Minardi  | M197   | Hart 830 AV7 3.0 V8                             | B    | 21  | Tarso Marques         | 8-17       |
| HSBC Malaysia Stewart Ford           | Stewart  | SF01   | Ford VJ Zetec-R 3.0 V10                         | B    | 22  | Rubens Barrichello    | Todas      |
| HSBC Malaysia Stewart Ford           | Stewart  | SF01   | Ford VJ Zetec-R 3.0 V10                         | B    | 23  | Jan Magnussen         | Todas      |
| MasterCard Lola F1 Team              | Lola     | T97/30 | Ford ECA Zetec-R 3.0 V8                         | B    | 24  | Vincenzo Sospiri      | 1          |
| MasterCard Lola F1 Team              | Lola     | T97/30 | Ford ECA Zetec-R 3.0 V8                         | B    | 25  | Ricardo Rosset        | 1          |

## Cambios
- En este año ingresaron 3 nuevos equipos:  Prost, Stewart y MasterCard Lola. después del Gran Premio de Australia, Lola abandonaba el mundial debido a graves problemas financieros antes del Gran Premio de Brasil.
- El equipo McLaren F1 Team finalizaba su vínculo comercial con la tabacalera Philip Morris, dejando de lado los patrocinios de la marca Marlboro y en consecuencia, la decoración alusiva a dicha marca de cigarrillos.
- El equipo Footwork vuelve a denominarse a "Arrows" y cambian de suministrador de motores, de Hart por Yamaha.
- El equipo Sauber junto con su socio Petronas crean "Sauber Petronas Engineering" a través de la empresa establecida construyen motores y cajas de cambios con partes suministradas por Ferrari del año 1996.
- Minardi cambian de suministrador de motores, de Ford a Hart.
- Tras el Gran Premio de España, el austríaco Gerhard Berger del equipo Benetton Formula 1, es sustituido a raíz de un cuadro de laringitis por su compatriota y novato Alexander Wurz. Al cabo de tres competencias (Canadá, Francia y el Reino Unido), Berger vuelve a ocupar su puesto, llevándose inclusive la victoria en su retorno en el Gran Premio de Alemania.
- Tras un fuerte accidente en el Gran Premio de Canadá, el francés Olivier Panis se retiró momentáneamente para su recuperación. En su lugar, el equipo Prost Grand Prix contrata al italiano Jarno Trulli, quien se venía desempeñando como titular dentro del equipo Minardi F1 Team. Tras el Gran Premio de Austria, Panis retomó su puesto, sin embargo Trulli no retornó a Minardi, ya que renovó su contrato con Prost para la temporada 1998.
- Como consecuencia de la salida de Trulli, el equipo Minardi F1 Team contrata los servicios del brasileño Tarso Marques hasta final de temporada.
- Tras accidentarse en el Gran Premio de Mónaco, el italiano Nicola Larini del equipo Sauber F1 Team abandona la escuadra, siendo sustituido por su compatriota y piloto de pruebas del equipo Gianni Morbidelli. Tras dos participaciones, Morbidelli le cede su butaca al argentino Norberto Fontana, quien se convierte en el nuevo representante de Argentina en la Fórmula 1, tras la última participación de Oscar Larrauri en 1989. Tras el Gran Premio de Alemania, Morbidelli vuelve a ocupar su puesto en Sauber, pero en la última fecha Fontana volvió a sustituirlo.

## Resultados
| N.º | Nombre                      | Fecha            | Circuito                  | Piloto ganador        | Constructor ganador | Resultados |
| --- | --------------------------- | ---------------- | ------------------------- | --------------------- | ------------------- | ---------- |
| 1   | Gran Premio de Australia    | 9 de marzo       | Melbourne                 | David Coulthard       | McLaren-Mercedes    | Resultados |
| 2   | Gran Premio de Brasil       | 30 de marzo      | Interlagos                | Jacques Villeneuve    | Williams-Renault    | Resultados |
| 3   | Gran Premio de Argentina    | 13 de abril      | Buenos Aires              | Jacques Villeneuve    | Williams-Renault    | Resultados |
| 4   | Gran Premio de San Marino   | 27 de abril      | Imola                     | Heinz-Harald Frentzen | Williams-Renault    | Resultados |
| 5   | Gran Premio de Mónaco       | 11 de mayo       | Mónaco                    | Michael Schumacher    | Ferrari             | Resultados |
| 6   | Gran Premio de España       | 25 de mayo       | Cataluña                  | Jacques Villeneuve    | Williams-Renault    | Resultados |
| 7   | Gran Premio de Canadá       | 15 de junio      | Circuit Gilles Villeneuve | Michael Schumacher    | Ferrari             | Resultados |
| 8   | Gran Premio de Francia      | 29 de junio      | Magny-Cours               | Michael Schumacher    | Ferrari             | Resultados |
| 9   | Gran Premio de Gran Bretaña | 13 de julio      | Silverstone               | Jacques Villeneuve    | Williams-Renault    | Resultados |
| 10  | Gran Premio de Alemania     | 27 de julio      | Hockenheimring            | Gerhard Berger        | Benetton-Renault    | Resultados |
| 11  | Gran Premio de Hungría      | 10 de agosto     | Hungaroring               | Jacques Villeneuve    | Williams-Renault    | Resultados |
| 12  | Gran Premio de Bélgica      | 24 de agosto     | Spa-Francorchamps         | Michael Schumacher    | Ferrari             | Resultados |
| 13  | Gran Premio de Italia       | 7 de septiembre  | Monza                     | David Coulthard       | McLaren-Mercedes    | Resultados |
| 14  | Gran Premio de Austria      | 21 de septiembre | A1-Ring                   | Jacques Villeneuve    | Williams-Renault    | Resultados |
| 15  | Gran Premio de Luxemburgo   | 28 de septiembre | Nürburgring               | Jacques Villeneuve    | Williams-Renault    | Resultados |
| 16  | Gran Premio de Japón        | 12 de octubre    | Suzuka                    | Michael Schumacher    | Ferrari             | Resultados |
| 17  | Gran Premio de Europa       | 26 de octubre    | Jerez                     | Mika Häkkinen         | McLaren-Mercedes    | Resultados |

## Clasificaciones

### Puntuaciones
| Posición | 1.º | 2.º | 3.º | 4.º | 5.º | 6.º |
| Puntos   | 10  | 6   | 4   | 3   | 2   | 1   |

### Campeonato de Pilotos
| Pos. | Piloto                | AUS | BRA | ARG | SMR | MON | ESP | CAN | FRA | GBR | GER | HUN | BEL | ITA | AUT | LUX | JPN | EUR | Puntos |
| ---- | --------------------- | --- | --- | --- | --- | --- | --- | --- | --- | --- | --- | --- | --- | --- | --- | --- | --- | --- | ------ |
| 1    | Jacques Villeneuve    | Ret | 1   | 1   | Ret | Ret | 1   | Ret | 4   | 1   | Ret | 1   | 5   | 5   | 1   | 1   | DSQ | 3   | 81     |
| 2    | Heinz-Harald Frentzen | 8†  | 9   | Ret | 1   | Ret | 8   | 4   | 2   | Ret | Ret | Ret | 3   | 3   | 3   | 3   | 2   | 6   | 42     |
| 3    | David Coulthard       | 1   | 10  | Ret | Ret | Ret | 6   | 7   | 7†  | 4   | Ret | Ret | Ret | 1   | 2   | Ret | 10† | 2   | 36     |
| 4    | Jean Alesi            | Ret | 6   | 7   | 5   | Ret | 3   | 2   | 5   | 2   | 6   | 11  | 8   | 2   | Ret | 2   | 5   | 13  | 36     |
| 5    | Gerhard Berger        | 4   | 2   | 6   | Ret | 9   | 10  |     |     |     | 1   | 8   | 6   | 7   | 10  | 4   | 8   | 4   | 27     |
| 6    | Mika Häkkinen         | 3   | 4   | 5   | 6   | Ret | 7   | Ret | Ret | Ret | 3   | Ret | DSQ | 9   | Ret | Ret | 4   | 1   | 27     |
| 7    | Eddie Irvine          | Ret | 16  | 2   | 3   | 3   | 12  | Ret | 3   | Ret | Ret | 9†  | 10† | 8   | Ret | Ret | 3   | 5   | 24     |
| 8    | Giancarlo Fisichella  | Ret | 8   | Ret | 4   | 6   | 9   | 3   | 9   | 7   | 11  | Ret | 2   | 4   | 4   | Ret | 7   | 11  | 20     |
| 9    | Olivier Panis         | 5   | 3   | Ret | 8   | 4   | 2   | 11† |     |     |     |     |     |     |     | 6   | Ret | 7   | 16     |
| 10   | Johnny Herbert        | Ret | 7   | 4   | Ret | Ret | 5   | 5   | 8   | Ret | Ret | 3   | 4   | Ret | 8   | 7   | 6   | 8   | 15     |
| 11   | Ralf Schumacher       | Ret | Ret | 3   | Ret | Ret | Ret | Ret | 6   | 5   | 5   | 5   | Ret | Ret | 5   | Ret | 9   | Ret | 13     |
| 12   | Damon Hill            | DNS | 17† | Ret | Ret | Ret | Ret | 9   | 12  | 6   | 8   | 2   | 13† | Ret | 7   | 8   | 11  | Ret | 7      |
| 13   | Rubens Barrichello    | Ret | Ret | Ret | Ret | 2   | Ret | Ret | Ret | Ret | Ret | Ret | Ret | 13  | 14† | Ret | Ret | Ret | 6      |
| 14   | Alexander Wurz        |     |     |     |     |     |     | Ret | Ret | 3   |     |     |     |     |     |     |     |     | 4      |
| 15   | Jarno Trulli          | 9   | 12  | 9   | Ret | Ret | 15  | Ret | 10  | 8   | 4   | 7   | 15  | 10  | Ret |     |     |     | 3      |
| 16   | Pedro Diniz           | 10  | Ret | Ret | Ret | Ret | Ret | 8   | Ret | Ret | Ret | Ret | 7   | Ret | 13† | 5   | 12  | Ret | 2      |
| 17   | Mika Salo             | Ret | 13  | 8   | 9   | 5   | Ret | Ret | Ret | Ret | Ret | 13  | 11  | Ret | Ret | 10  | Ret | 12  | 2      |
| 18   | Shinji Nakano         | 7   | 14  | Ret | Ret | Ret | Ret | 6   | Ret | 11† | 7   | 6   | Ret | 11  | Ret | Ret | Ret | 10  | 2      |
| 19   | Nicola Larini         | 6   | 11  | Ret | 7   | Ret |     |     |     |     |     |     |     |     |     |     |     |     | 1      |
| NC   | Jan Magnussen         | Ret | DNS | 10† | Ret | 7   | 13  | Ret | Ret | Ret | Ret | Ret | 12  | Ret | Ret | Ret | Ret | 9   | 0      |
| NC   | Jos Verstappen        | Ret | 15  | Ret | 10  | 8   | 11  | Ret | Ret | Ret | 10  | Ret | Ret | Ret | 12  | Ret | 13  | 16  | 0      |
| NC   | Gianni Morbidelli     |     |     |     |     |     | 14  | 10  |     |     |     | Ret | 9   | 12  | 9   | 9   | DNS |     | 0      |
| NC   | Norberto Fontana      |     |     |     |     |     |     |     | Ret | 9   | 9   |     |     |     |     |     |     | 14  | 0      |
| NC   | Ukyō Katayama         | Ret | 18  | Ret | 11  | 10  | Ret | Ret | 11  | Ret | Ret | 10  | 14† | Ret | 11  | Ret | Ret | 17  | 0      |
| NC   | Tarso Marques         |     |     |     |     |     |     |     | Ret | 10  | Ret | 12  | Ret | 14  | EX  | Ret | Ret | 15  | 0      |
| NC   | Ricardo Rosset        | DNQ | DNP |     |     |     |     |     |     |     |     |     |     |     |     |     |     |     | 0      |
| NC   | Vincenzo Sospiri      | DNQ | DNP |     |     |     |     |     |     |     |     |     |     |     |     |     |     |     | 0      |
| DSQ  | Michael Schumacher    | 2   | 5   | Ret | 2   | 1   | 4   | 1   | 1   | Ret | 2   | 4   | 1   | 6   | 6   | Ret | 1   | Ret | 78     |
| Pos. | Piloto                | AUS | BRA | ARG | SMR | MON | ESP | CAN | FRA | GBR | GER | HUN | BEL | ITA | AUT | LUX | JPN | EUR | Puntos |

| Color      | Resultado                          |
| ---------- | ---------------------------------- |
| Oro        | Ganador                            |
| Plata      | 2.º puesto                         |
| Bronce     | 3.er puesto                        |
| Verde      | Finalizó en los puntos             |
| Azul       | Finalizó sin puntos                |
| Azul       | NC - No clasificado                |
| Violeta    | Ret - No terminó                   |
| Rojo       | DNQ - No se clasificó              |
| Rojo       | DNPQ - No se preclasificó          |
| Negro      | DSQ - Descalificado                |
| Blanco     | DNS - No empezó                    |
| Blanco     | WD - Retirado                      |
| Blanco     | C - Carrera cancelada              |
| Azul claro | TD - Entrenamientos libres (2003-) |
| Sin color  | DNP - Inscrito, pero no participó  |
| Sin color  | INJ - Inscrito, pero lesionado     |
| Sin color  | EX - Excluido                      |

| Estado  | Resultado                                                                             |
| ------- | ------------------------------------------------------------------------------------- |
| Negrita | Pole position                                                                         |
| Cursiva | Vuelta rápida                                                                         |
| 1-8     | Posiciones puntuables de clasificación sprint (2021-)                                 |
| †       | No acabó el Gran Premio, pero fue clasificado ya que completó el porcentaje necesario |
| ‡       | Monoplaza compartido                                                                  |
| ~       | Se otorgó la mitad de puntos ya que no se cumplió con el 75% de la carrera            |
| ≠       | No obtuvo puntos ya que era piloto invitado                                           |
| F2      | Inscrito para carrera de Fórmula 2, no sumaba puntos                                  |

### Estadísticas del Campeonato de Pilotos
| Pos.    | Piloto                | Escudería     | Grandes Premios | Victorias | Podios | Poles | Vueltas rápidas | Vueltas lideradas | Puntos |
| ------- | --------------------- | ------------- | --------------- | --------- | ------ | ----- | --------------- | ----------------- | ------ |
| 1       | Jacques Villeneuve    | Williams      | 17              | 7         | 8      | 10    | 3               | 348               | 81     |
| 2       | Heinz-Harald Frentzen | Williams      | 17              | 1         | 7      | 1     | 6               | 76                | 42     |
| 3       | David Coulthard       | McLaren       | 17              | 2         | 4      |       | 1               | 77                | 36     |
| 4       | Jean Alesi            | Benetton      | 17              |           | 5      | 1     |                 | 32                | 36     |
| 5       | Gerhard Berger        | Benetton      | 14              | 1         | 2      | 1     | 2               | 41                | 27     |
| 6       | Mika Häkkinen         | McLaren       | 17              | 1         | 3      | 1     | 1               | 51                | 27     |
| 7       | Eddie Irvine          | Ferrari       | 17              |           | 5      |       |                 | 23                | 24     |
| 8       | Giancarlo Fisichella  | Jordan        | 17              |           | 2      |       | 1               | 7                 | 20     |
| 9       | Olivier Panis         | Prost         | 10              |           | 2      |       |                 |                   | 16     |
| 10      | Johnny Herbert        | Sauber        | 17              |           | 1      |       |                 |                   | 15     |
| 11      | Ralf Schumacher       | Jordan        | 17              |           | 1      |       |                 |                   | 13     |
| 12      | Damon Hill            | Arrows        | 17              |           | 1      |       |                 | 62                | 7      |
| 13      | Rubens Barrichello    | Stewart       | 17              |           | 1      |       |                 |                   | 6      |
| 14      | Alexander Wurz        | Benetton      | 3               |           | 1      |       |                 |                   | 4      |
| 15      | Jarno Trulli          | Minardi Prost | 14              |           |        |       |                 | 37                | 3      |
| 16      | Pedro Diniz           | Arrows        | 17              |           |        |       |                 |                   | 2      |
| 17      | Mika Salo             | Tyrrell       | 17              |           |        |       |                 |                   | 2      |
| 18      | Shinji Nakano         | Prost         | 17              |           |        |       |                 |                   | 2      |
| 19      | Nicola Larini         | Sauber        | 5               |           |        |       |                 |                   | 1      |
| NC      | Jan Magnussen         | Stewart       | 17              |           |        |       |                 |                   | 0      |
| NC      | Jos Verstappen        | Tyrrell       | 17              |           |        |       |                 |                   | 0      |
| NC      | Gianni Morbidelli     | Sauber        | 8 (7)           |           |        |       |                 |                   | 0      |
| NC      | Norberto Fontana      | Sauber        | 4               |           |        |       |                 |                   | 0      |
| NC      | Ukyō Katayama         | Minardi       | 17              |           |        |       |                 |                   | 0      |
| NC      | Tarso Marques         | Minardi       | 10 (9)          |           |        |       |                 |                   | 0      |
| NC      | Ricardo Rosset        | Lola          | 1 (0)           |           |        |       |                 |                   | 0      |
| NC      | Vincenzo Sospiri      | Lola          | 1 (0)           |           |        |       |                 |                   | 0      |
| DSQ     | Michael Schumacher    | Ferrari       | 17              | 5         | 8      | 3     | 3               |                   | 78     |
| Fuente: |                       |               |                 |           |        |       |                 |                   |        |

### Campeonato de Constructores
| Pos. | Constructor       | N.º | AUS | BRA | ARG | SMR | MON | ESP | CAN | FRA | GBR | GER | HUN | BEL | ITA | AUT | LUX | JPN | EUR | Puntos |
| ---- | ----------------- | --- | --- | --- | --- | --- | --- | --- | --- | --- | --- | --- | --- | --- | --- | --- | --- | --- | --- | ------ |
| 1    | Williams-Renault  | 3   | Ret | 1   | 1   | Ret | Ret | 1   | Ret | 4   | 1   | Ret | 1   | 5   | 5   | 1   | 1   | DSQ | 3   | 123    |
| 1    | Williams-Renault  | 4   | 8   | 9   | Ret | 1   | Ret | 8   | 4   | 2   | Ret | Ret | Ret | 3   | 3   | 3   | 3   | 2   | 6   | 123    |
| 2    | Ferrari           | 5   | 2   | 5   | Ret | 2   | 1   | 4   | 1   | 1   | Ret | 2   | 4   | 1   | 6   | 6   | Ret | 1   | Ret | 102    |
| 2    | Ferrari           | 6   | Ret | 16  | 2   | 3   | 3   | 12  | Ret | 3   | Ret | Ret | 9   | 10  | 8   | Ret | Ret | 3   | 5   | 102    |
| 3    | Benetton-Renault  | 7   | Ret | 6   | 7   | 5   | Ret | 3   | 2   | 5   | 2   | 6   | 11  | 8   | 2   | Ret | 2   | 5   | 13  | 67     |
| 3    | Benetton-Renault  | 8   | 4   | 2   | 6   | Ret | 9   | 10  | Ret | Ret | 3   | 1   | 8   | 6   | 7   | 10  | 4   | 8   | 4   | 67     |
| 4    | McLaren-Mercedes  | 9   | 3   | 4   | 5   | 6   | Ret | 7   | Ret | Ret | Ret | 3   | Ret | DSQ | 9   | Ret | Ret | 4   | 1   | 63     |
| 4    | McLaren-Mercedes  | 10  | 1   | 10  | Ret | Ret | Ret | 6   | 7   | 7   | 4   | Ret | Ret | Ret | 1   | 2   | Ret | 10  | 2   | 63     |
| 5    | Jordan-Peugeot    | 11  | Ret | Ret | 3   | Ret | Ret | Ret | Ret | 6   | 5   | 5   | 5   | Ret | Ret | 5   | Ret | 9   | Ret | 33     |
| 5    | Jordan-Peugeot    | 12  | Ret | 8   | Ret | 4   | 6   | 9   | 3   | 9   | 7   | 11  | Ret | 2   | 4   | 4   | Ret | 7   | 11  | 33     |
| 6    | Prost-Mugen-Honda | 14  | 5   | 3   | Ret | 8   | 4   | 2   | 11  | 10  | 8   | 4   | 7   | 15  | 10  | Ret | 6   | Ret | 7   | 21     |
| 6    | Prost-Mugen-Honda | 15  | 7   | 14  | Ret | Ret | Ret | Ret | 6   | Ret | 11  | 7   | 6   | Ret | 11  | Ret | Ret | Ret | 10  | 21     |
| 7    | Sauber-Petronas   | 16  | Ret | 7   | 4   | Ret | Ret | 5   | 5   | 8   | Ret | Ret | 3   | 4   | Ret | 8   | 7   | 6   | 8   | 16     |
| 7    | Sauber-Petronas   | 17  | 6   | 11  | Ret | 7   | Ret | 14  | 10  | Ret | 9   | 9   | Ret | 9   | 12  | 9   | 9   | DNS | 14  | 16     |
| 8    | Arrows-Yamaha     | 1   | DNS | 17  | Ret | Ret | Ret | Ret | 9   | 12  | 6   | 8   | 2   | 13  | Ret | 7   | 8   | 11  | Ret | 9      |
| 8    | Arrows-Yamaha     | 2   | 10  | Ret | Ret | Ret | Ret | Ret | 8   | Ret | Ret | Ret | Ret | 7   | Ret | 13  | 5   | 12  | Ret | 9      |
| 9    | Stewart-Ford      | 22  | Ret | Ret | Ret | Ret | 2   | Ret | Ret | Ret | Ret | Ret | Ret | Ret | 13  | 14  | Ret | Ret | Ret | 6      |
| 9    | Stewart-Ford      | 23  | Ret | DNS | 10  | Ret | 7   | 13  | Ret | Ret | Ret | Ret | Ret | 12  | Ret | Ret | Ret | Ret | 9   | 6      |
| 10   | Tyrrell-Ford      | 18  | Ret | 15  | Ret | 10  | 8   | 11  | Ret | Ret | Ret | 10  | Ret | Ret | Ret | 12  | Ret | 13  | 16  | 2      |
| 10   | Tyrrell-Ford      | 19  | Ret | 13  | 8   | 9   | 5   | Ret | Ret | Ret | Ret | Ret | 13  | 11  | Ret | Ret | 10  | Ret | 12  | 2      |
| NC   | Minardi-Hart      | 20  | Ret | 18  | Ret | 11  | 10  | Ret | Ret | 11  | Ret | Ret | 10  | 14  | Ret | 11  | Ret | Ret | 17  | 0      |
| NC   | Minardi-Hart      | 21  | 9   | 12  | 9   | Ret | Ret | 15  | Ret | Ret | 10  | Ret | 12  | Ret | 14  | EX  | Ret | Ret | 15  | 0      |
| NC   | Lola-Ford         | 24  | DNQ | DNP |     |     |     |     |     |     |     |     |     |     |     |     |     |     |     | 0      |
| NC   | Lola-Ford         | 25  | DNQ | DNP |     |     |     |     |     |     |     |     |     |     |     |     |     |     |     | 0      |
| Pos. | Constructor       | N.º | AUS | BRA | ARG | SMR | MON | ESP | CAN | FRA | GBR | GER | HUN | BEL | ITA | AUT | LUX | JPN | EUR | Puntos |

| Color      | Resultado                          |
| ---------- | ---------------------------------- |
| Oro        | Ganador                            |
| Plata      | 2.º puesto                         |
| Bronce     | 3.er puesto                        |
| Verde      | Finalizó en los puntos             |
| Azul       | Finalizó sin puntos                |
| Azul       | NC - No clasificado                |
| Violeta    | Ret - No terminó                   |
| Rojo       | DNQ - No se clasificó              |
| Rojo       | DNPQ - No se preclasificó          |
| Negro      | DSQ - Descalificado                |
| Blanco     | DNS - No empezó                    |
| Blanco     | WD - Retirado                      |
| Blanco     | C - Carrera cancelada              |
| Azul claro | TD - Entrenamientos libres (2003-) |
| Sin color  | DNP - Inscrito, pero no participó  |
| Sin color  | INJ - Inscrito, pero lesionado     |
| Sin color  | EX - Excluido                      |

| Estado  | Resultado                                                                             |
| ------- | ------------------------------------------------------------------------------------- |
| Negrita | Pole position                                                                         |
| Cursiva | Vuelta rápida                                                                         |
| 1-8     | Posiciones puntuables de clasificación sprint (2021-)                                 |
| †       | No acabó el Gran Premio, pero fue clasificado ya que completó el porcentaje necesario |
| ‡       | Monoplaza compartido                                                                  |
| ~       | Se otorgó la mitad de puntos ya que no se cumplió con el 75% de la carrera            |
| ≠       | No obtuvo puntos ya que era piloto invitado                                           |
| F2      | Inscrito para carrera de Fórmula 2, no sumaba puntos                                  |

### Estadísticas del Campeonato de Constructores
| Pos. | Constructor | Chasis | Motor              | Neu. | Puntos | Victorias | Podios | Poles |
| ---- | ----------- | ------ | ------------------ | ---- | ------ | --------- | ------ | ----- |
| 1    | Williams    | FW19   | Renault            | G    | 123    | 8         | 15     | 11    |
| 2    | Ferrari     | F310   | Ferrari            | G    | 102    | 5         | 13     | 3     |
| 3    | Benetton    | B197   | Renault            | G    | 67     | 1         | 8      | 2     |
| 4    | McLaren     | MP4/12 | Mercedes           | G    | 63     | 3         | 7      | 1     |
| 5    | Jordan      | 197    | Peugeot            | G    | 33     |           | 3      |       |
| 6    | Prost       | JS45   | Mugen-Honda        | B    | 21     |           | 2      |       |
| 7    | Sauber      | C16    | Petronas (Ferrari) | G    | 16     |           | 1      |       |
| 8    | Arrows      | A18    | Yamaha             | B    | 9      |           | 1      |       |
| 9    | Stewart     | SF01   | Ford               | B    | 6      |           | 1      |       |
| 10   | Tyrrell     | 025    | Ford               | G    | 2      |           |        |       |
| 11   | Minardi     | M197   | Hart               | B    |        |           |        |       |
| NC   | Lola        | T97/30 | Ford               | B    |        |           |        |       |